# Palazzo Bigli Samoyloff
Palazzo Bigli Samoyloff, per intero palazzo Bigli Samoyloff Besozzi, è un palazzo storico di Milano, situato in via Borgonuovo 20.

## Storia e descrizione
Il palazzo, di antica origine, fu di proprietà degli Umiliati fino alla fine del XV secolo quando fu ceduto alla famiglia Bigli. Nel XVII secolo il palazzo fu più volte riammodernato ad opera prima di Pietro Guido Bombarda e poi da Gerolamo Quadrio. Il palazzo passò di proprietà alla contessa Julija Pavlovna Samojlova nella prima metà del XIX secolo, diventando un celebre ritrovo mondano della Milano dell'epoca.
La facciata che si può ammirare è frutto di un restauro ottocentesco in stile neoclassico: al pian terreno si prensenta in bugnato liscio, con due portali, di cui uno cieco. Al primo piano, sopra l'ammezzato, si trova il piano nobile con finestre architravate con timpani triangolari. Entrando si trova il cortile secentesco porticato su tra lati con colonne binate di ordine tuscanico in granito rosa.